# 傅学文
傅学文（1903年—1992年11月19日），女，江苏宜兴人，中国社会活动家、政治人物，南京市力学小学创办者、首任校长，中国国民党革命委员会中央委员会原常务委员，第五、六、七届全国政协委员。

## 家庭
丈夫邵力子。